# Daniel von Bargen
Daniel von Bargen (Cincinnati, 5 de junho de 1950 - Montgomery, 1 de março de 2015) foi um ator estadunidense.

## Carreira
Von Bargen participou das séries "Nos Bastidores do Poder", "Nova York Contra o Crime", "Arquivo X", "lly McBeal: Minha Vida de Solteira" e "O Quinteto".

## Os problemas de saúde e sua morte
Em 20 de fevereiro de 2012, Von Bargen atirou em si mesmo na região da têmpora na cabeça, durante uma aparente tentativa de suicídio. Ele telefonou para um operador do serviço de emergência que despachou uma ambulância para o apartamento de Von Bargen em Montgomery, Ohio. Ele sofria de diabetes e já tinha tido uma perna amputada anteriormente. Ao ligar para a emergência, ele disse ao telefonista que precisava ir ao hospital amputar dois dedos dos pés, mas "não queria", se submeter a outra cirurgia. "Não tenho filhos nem vida, e estou cansado", disse ele. Von Bargen morreu no dia 01 de março de 2015 de causas não divulgadas, ele teve complicações do diabetes durante anos. Von Bargen fazia cada vez menos papéis à medida que seu diabetes piorava; Seu último papel foi na comédia "London Betty" em 2009. Ele tinha 64 anos de idade. A morte foi confirmada ao jornal americano "The New York Times" e pelo agente funerário Harry Gilligan da Gilligan Funeral Homes.